# Pietro Paolo Virdis
Antonio Pietro Paolo Virdis (Sàsser, 26 de juny de 1957) és un futbolista italià i entrenador de futbol retirat.

## Trajectòria
El seu primer club important fou el Cagliari Calcio, amb el qual debutà a la Sèrie A el 6 d'octubre de 1974 en un partit enfront l'Udinese Calcio. El 1977 ingressà a la Juventus, on romangué fins al 1982, excepte la temporada 1980-81 en que jugà de nou al Cagliari. El 1982 deixà la Juve i ingressà a l'Udinese Calcio. El 1984 fou fitxat pel Milan, on gaudí del seu millor període com a jugador. En cinc temporades a l'equip rossoneri fou màxim golejador de la lliga italiana de futbol el 1987. L'any 1989, a l'edat de 32 anys, abandonà el Milan i fitxà pel Lecce, on jugà les seves dues darreres temporades com a professional.
Mai va jugar amb la selecció sènior d'Itàlia. En canvi si jugà a les seleccions sots 21 i olímpica. Disputà els Jocs Olímpics de Seül 1988 on marcà tres gols en sis partits, acabant en quarta posició. Anteriorment havia disputat el Campionat d'Europa sub-21 de 1982.
El novembre de 1998 començà la seva etapa d'entrenador al club de la Sèrie C1 Atletico Catania, essent acomiadat l'abril de 1999. El març de 2001 acceptà un oferiment del Viterbese de la Sèrie C1, però només romangué fins a maig, dos mesos després. L'abril de 2002 també dirigí breument l'Nocerina.

## Palmarès
Juventus
- Lliga italiana de futbol: 1977-78, 1981-82
- Copa italiana de futbol: 1978-79

Milan
- Lliga italiana de futbol: 1987-88
- Supercopa italiana de futbol: 1988
- Copa d'Europa de futbol: 1988-89
- Màxim golejador de la lliga italiana de futbol: 1986-87

## Estadístiques
| Temporada     | Club            | Campionat | Campionat | Campionat |
| Temporada     | Club            | Lliga     | Partits   | Gols      |
| ------------- | --------------- | --------- | --------- | --------- |
| 1973-74       | Nuorese         | D         | 25        | 11        |
| 1974-75       | Cagliari Calcio | A         | 19        | 0         |
| 1975-76       | Cagliari Calcio | A         | 23        | 6         |
| 1976-77       | Cagliari Calcio | B         | 33        | 18        |
| 1977-78       | Juventus FC     | A         | 10        | 1         |
| 1978-79       | Juventus FC     | A         | 23        | 6         |
| 1979-80       | Juventus FC     | A         | 12        | 1         |
| 1980-81       | Cagliari Calcio | A         | 22        | 5         |
| 1981-82       | Juventus FC     | A         | 30        | 9         |
| 1982-83       | Udinese Calcio  | A         | 16        | 2         |
| 1983-84       | Udinese Calcio  | A         | 29        | 10        |
| 1984-85       | Milan           | A         | 28        | 9         |
| 1985-86       | Milan           | A         | 28        | 6         |
| 1986-87       | Milan           | A         | 28        | 17        |
| 1987-88       | Milan           | A         | 25        | 11        |
| 1988-89       | Milan           | A         | 26        | 10        |
| 1989-90       | Lecce           | A         | 25        | 4         |
| 1990-91       | Lecce           | A         | 21        | 4         |
| Total Sèrie A | Total Sèrie A   |           | 365       | 101       |